# Драгомир Брајковић
Драгомир Брајковић (Писана Јела, 10. децембар 1947 — Београд, 29. новембар 2009) био је српски песник, новинар, књижевник, дугогодишњи уредник у Радио Београду и члан Удружења књижевника Србије.

## Биографија
Рођен је 10. децембра 1947. године у селу Писана Јела, код Бијелог Поља. Дипломирао је на Филолошком факултету у Београду. Поезију, прозу, есејистичке и критичке текстове објављивао је од 1966. године.
Активно се залагао за очување државног заједништва Србије и Црне Горе у оквиру некадашње Савезне Републике Југославије (1992–2003), а потом и у оквиру Државне заједнице Србије и Црне Горе (2003–2006). Почетком 2005. године, постао је један од оснивача Покрета за европску државну заједницу Србије и Црне Горе у Србији. Живео је у згради број 40 у Улици Ранка Тајсића у Београду. Био је чест гост бројних књижевних манифестација у земљи и иностранству међу српском дијаспором.
Преминуо је од излива крви у мозак 29. новембра 2009. године у Београду. Сахрањен је у Алеји заслужних грађана на београдском Новом гробљу. Епископ канадски Георгије му је одржао помен у Цркви Светог Саве у Торонту, 5. децембра 2009. године.
У бијелопољском Парку пјесника је 3. јануара 2019. године свечано откривена биста Драгомиру Брајковићу.

## Награде
- Награда „Печат вароши сремскокарловачке”, за песму „Драге ствари”, 1971.
- Награда „Исидора Секулић”, за књигу Крвава свадба у Брзави, 1977.
- Награда „Милан Ракић”, за књигу Крвава свадба у Брзави, 1977.
- Награда „Padoeus Amoenus”, за књигу песама Крвава свадба у Брзави.
- Награда „Ристо Ратковић”, за књигу песама Крвава свадба у Брзави, 1980.
- Тринаестојулска награда, за књигу поезије Крвава свадба у Брзави, 1988.[8]стр. 115.
- Октобарска награда града Београда, за књигу песама Ватра у рукама, 1991.[8]стр. 167.
- Награда „Душан Костић”, за песничку књигу Староставник, Подгорица, 2000.[8]стр. 52.
- Инстелова награда за поезију, за збирку песама Причест у житном пољу, за 2005.[9]
- Награда „Лаза Костић”, за књигу Троглас, 2005.
- Награда „Змај Огњени Вук”, за збирку песама За веком залазећи, 2006.
- Награда „Одзиви Филипу Вишњићу”, 2007.
- Награда Вукове задужбине, за књигу Моје се зна, 2008.
- Награда „Песничко успеније”, 2008.[10]
- Награда за новинарство, Међународни фестивал ИНТЕРФЕР
- Награда „Златни микрофон” Радија Београд

## Дела
- Збирка песама „Староставник”
- Збирка песама „За веком залазећи”
- Збирка песама „Крвава свадба у Брзави” (доживела је једанаест издања)
- Збирка песама „Причест у житном пољу”
- Приредио је две антологије песама Бранка Ћопића за децу
- Приредио је антологију српске поезије XX века настајале у избеглиштву, изгнанству и расејању под називом „Међу својима” (по истоименој песми Диса)
- Приредио је антологију песама „Виш Србије по небу ведроме” о бојевима и јунацима Првог српског устанка
- Написао је „Теслин појмовник” у част 150 година од рођења Николе Тесле[11]